# Austrochilus newtoni
Austrochilus newtoni – gatunek pająka z rodziny Austrochilidae.
Gatunek ten opisany został w 1987 roku przez Normana I. Platnicka w ramach rewizji współautorstwa Raymonda Forstera i Michaela R. Graya. Opisu dokonano na podstawie okazów odłowionych w latach 1982–1983. Miejsce typowe znajduje się przy drodze Antillanca, na wysokości 720 m n.p.m., w Parku Narodowym Puyehue. Epitet gatunkowy nadano na cześć A.F. Newtona, który wspólnie z M. Thayer odłowił materiał typowy.
Holotypowy samiec ma 9,58 mm długości ciała przy karapaksie długości 4,59 mm i szerokości 3,15 mm. Paratypowa samica ma 8,5 mm długości ciała przy karapaksie długości 4,9 mm i szerokości 3,73 mm. Barwa karapaksu jest brązowawopomarańczowa, u samicy ze słabo zaznaczonymi ciemniejszymi paskami za tylnymi oczami. Odnóża u samca z ledwo zaznaczonymi śladami obrączkowania, zaś u samicy z jasnym obrączkowaniem tylnych ud i goleni. Od podobnego A. franckei samiec wyróżnia się innym kształtem apofizy terminalnej nogogłaszczków, zaś samica wąską sklerotyzacją za skapusem epigynum.
Pająk neotropikalny, endemiczny dla południowo-środkowego Chile, znany tylko z prowincji Cautín w regionie Araukania oraz Osorno w regionie Los Lagos.